# اندیس جنوب کوه کفوت
جنوب کوه کفوت یک اندیس فلزی است که در حوالی شهر بم استان کرمان قرار دارد و مادهٔ معدنی موجود در آن، مس است.سنگ میزبان این اندیس کوارتز لاتیت است و دیرینگی آن به دوران ائوسن می‌رسد. 